# Kristiansand tingrett

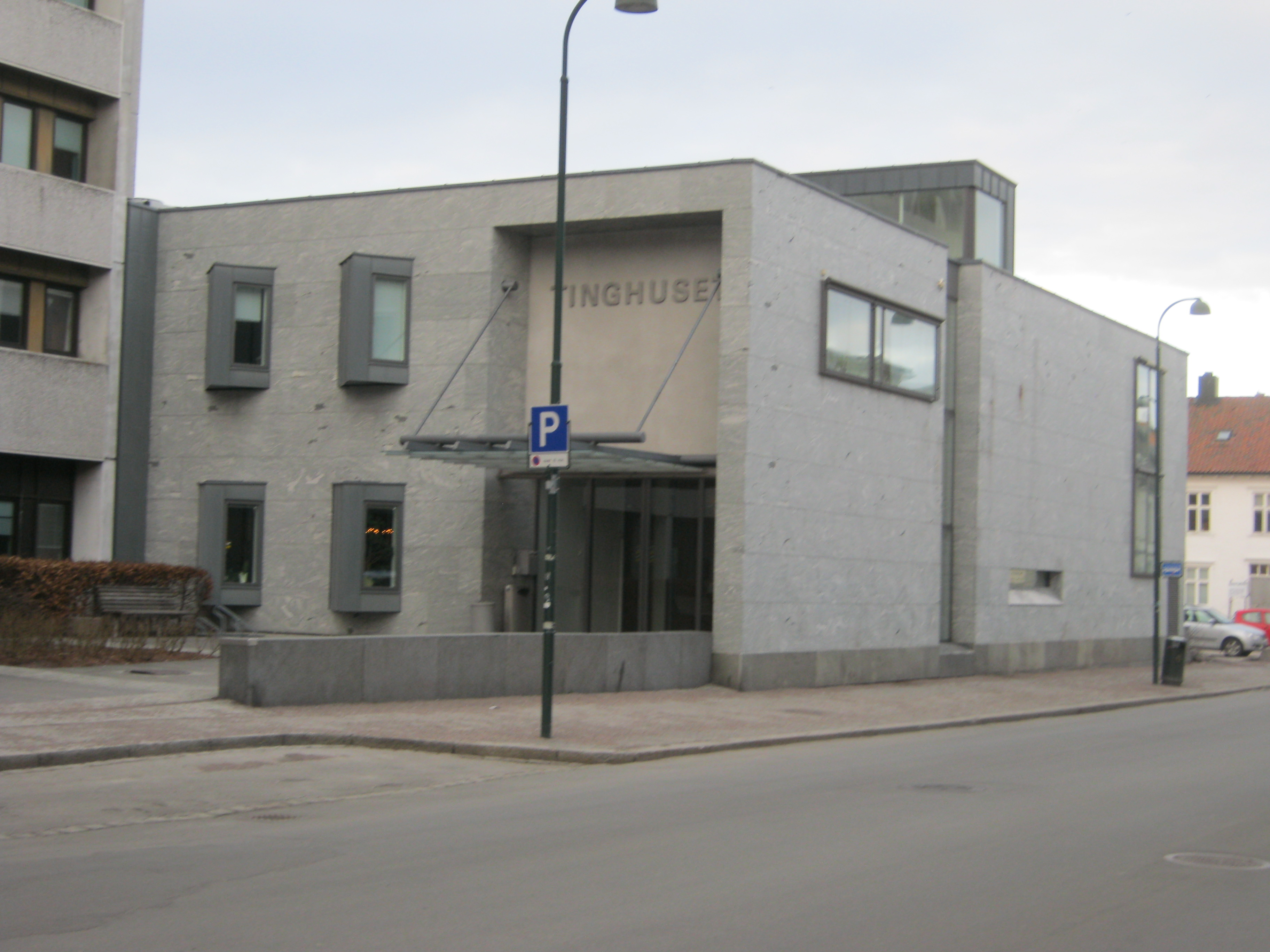
Tinghus in Kristiansand

Kristiansand tingrett is een tingrett (kantongerecht) in de Noorse fylke Agder. Het gerecht is gevestigd in Kristiansand. 
Het gerechtsgebied omvat de gemeenten Bykle, Valle, Bygland, Evje og Hornnes, Iveland, Vennesla, Birkenes, Kristiansand, Lillesand, Lindesnes en Åseral. Kristiansand maakt deel uit van het ressort van Agder lagmannsrett. In zaken waarbij beroep is ingesteld tegen een uitspraak van Kristiansand zal de zitting van het lagmannsrett meestal worden gehouden in Kristiansand.